# Giro di Campania 1935
Il Giro di Campania 1935, undicesima edizione della corsa, valido come terza prova del Campionato italiano 1935, si svolse il 22 aprile 1935 su un percorso di 273 km con partenza e arrivo a Napoli. Fu vinto dall'italiano Learco Guerra, che completò il percorso in 9h21'00" precedendo in volata i connazionali Giuseppe Olmo e Giuseppe Martano. Conclusero la prova 27 dei 36 ciclisti al via.

## Percorso
Organizzata dal Mezzogiorno Sportivo, la corsa prese il via da piazza Carlo III a Napoli e, superato lo strappo di Doganella, nella prima parte attraversò la Pianura Campana transitando per Secondigliano, Aversa, Santa Maria Capua Vetere e Piana di Caiazzo; da qui superò la salitella verso il borgo di Caiazzo (km 46,2) e attraversò Amorosi, Telese e Cerreto Sannita, salendo quindi a Guardia Sanframondi (km 80,8) per poi scendere via Casalduni stazione (km 100) fino a Benevento (km 114,4). Giunta ad Altavilla Irpina la corsa affrontò la salita di Capriglia Irpina per transitare quindi da Avellino (km 144,7), Bellizzi Irpino, Contrada, Mercato San Severino, Baronissi e Salerno (km 180). L'ultima parte di corsa si svolse prima sulla costiera amalfitana fino a Maiori (km 198), poi sulla salita al Valico di Chiunzi (km 209) e attraverso Scafati (km 225), Somma Vesuviana (km 246), Brusciano (km 252,2) e da qui in direzione Napoli; dopo lo strappo di Santa Maria del Pianto alla Doganella, la corsa si concluse al campo dell'Arenaccia al termine di un giro e mezzo di pista.

## Ordine d'arrivo (Top 10)
| Pos. | Corridore         | Squadra | Tempo    |
| ---- | ----------------- | ------- | -------- |
| 1    | Learco Guerra     | Maino   | 9h21'00" |
| 2    | Giuseppe Olmo     | Bianchi | s.t.     |
| 3    | Giuseppe Martano  | Frejus  | s.t.     |
| 4    | Mario Cipriani    | Frejus  | s.t.     |
| 5    | Adalino Mealli    | Legnano | s.t.     |
| 6    | Eugenio Gestri    | Bianchi | s.t.     |
| 7    | Gino Bartali      | Frejus  | s.t.     |
| 8    | Vasco Bergamaschi | Maino   | s.t.     |
| 9    | Francesco Camusso | Legnano | s.t.     |
| 10   | Antonio Negrini   | Frejus  | s.t.     |